# Mimacronia
Mimacronia is een kevergeslacht uit de familie van de boktorren (Cerambycidae). De wetenschappelijke naam van het geslacht werd voor het eerst geldig gepubliceerd in 2009 door Vives.

## Soorten
Mimacronia omvat de volgende soorten:
- Mimacronia alboplagiata (Schultze, 1922)
- Mimacronia arnaudi (Hüdepohl, 1983)
- Mimacronia decimaculata (Schultze, 1919)
- Mimacronia dinagatensis (Hüdepohl, 1995)
- Mimacronia novemmaculata (Hüdepohl, 1995)
- Mimacronia viridimaculatoides (Breuning, 1980)